# Polynomiel tid
Polynomiel tid er et begreb inden for datalogi, der betegner en klasse af algoritmer hvis udførelsestid skalerer som et polynomium i størrelsen af inputtet. F.eks. hvis udførelsestiden af en algoritme til primtalsfaktorisering af produktet af to primtal p og q kunne skrives som p²+q².